# Kurt Fiedler (Politiker, 1922)
Kurt Fiedler (* 3. Juli 1922 in Wien; † 30. Oktober 1984 ebenda) war ein österreichischer Politiker (ÖVP) und Abgeordneter zum Nationalrat.

## Biografie
Kurt Fiedler besuchte die Volksschule, das Realgymnasium und die Handelsakademie. 1940 legte er die Matura ab und studierte im Anschluss Wirtschaftswissenschaften an der Hochschule für Welthandel. 1945 promovierte er und trug in der Folge den akademischen Grad Dipl.-Kfm. Dr.
Nach seinem Studium war Fiedler 1945 Sekretär des Staatssekretärs Julius Raab 1945, und in der Folge Sekretär der Bundesminister für Handel und Wiederaufbau Eugen Fleischacker, Ernst Kolb, Josef C. Böck-Greissau und Udo Illig. Zudem war Fiedler Kaufmann und Teilhaber der väterlichen Firma Tuchhaus Vindobona. Ihm wurde der Titel Kommerzialrat verliehen.

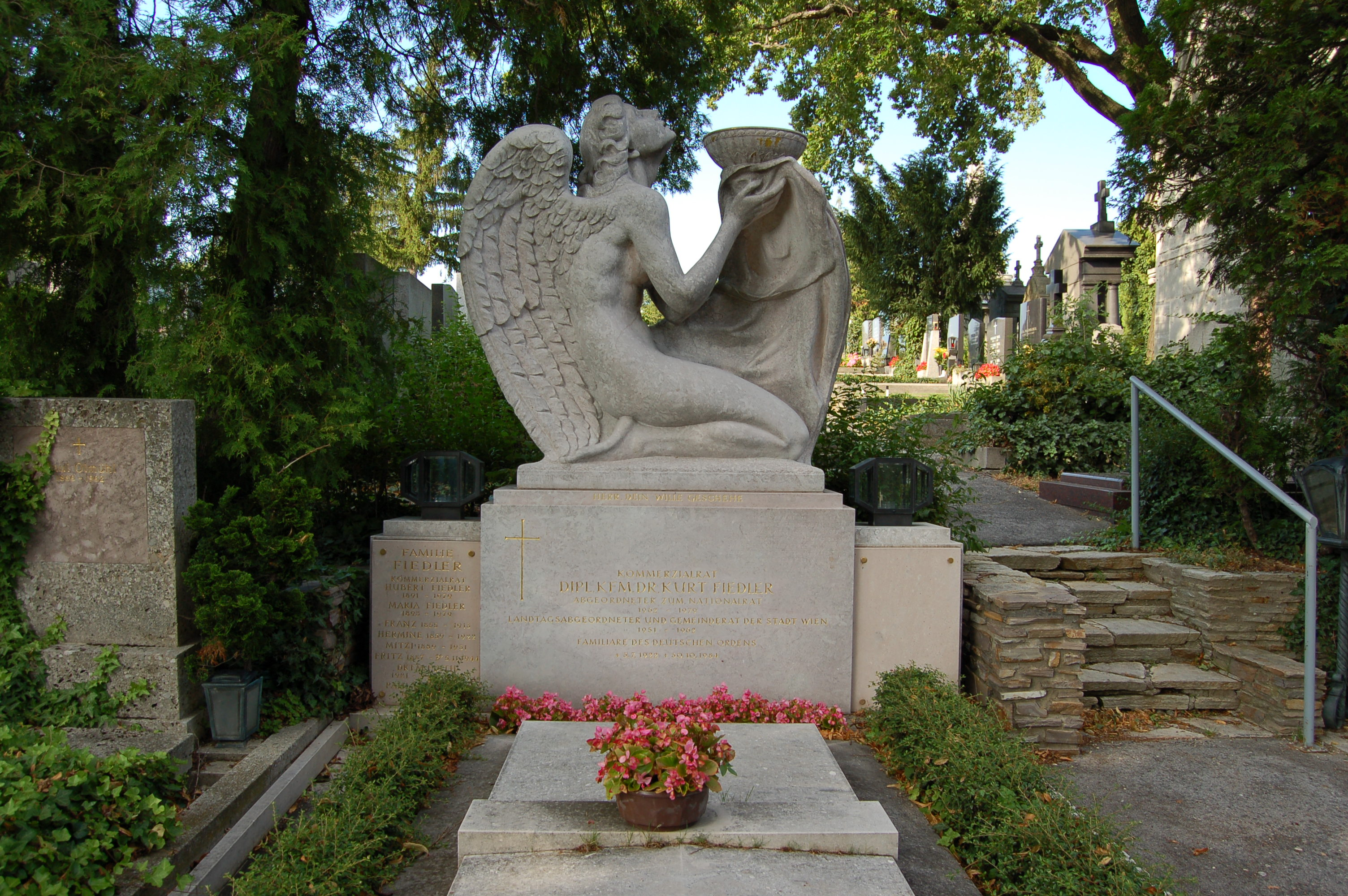
Grabmal von Kurt Fiedler auf dem Grinzinger Friedhof

Fiedler wurde nach seinem Tod auf dem Grinzinger Friedhof (Gruppe 22, Reihe 10, Nummer 2) bestattet.

## Politik
Kurt Fiedler war ab 1950 Bezirksparteiobmann der ÖVP Döbling. Er wurde in den Landesparteivorstand der ÖVP Wien gewählt und war Mitglied der Landesgruppenleitung des Österreichischen Wirtschaftsbundes Wien. Von 1951 bis 1962 vertrat Fiedler die ÖVP im Wiener Landtag und Gemeinderat, von 1962 bis 1979 war er Abgeordneter im österreichischen Nationalrat. 1975 wurde er zum Vizepräsidenten der Kammer der gewerblichen Wirtschaft für Wien gewählt.

## Auszeichnungen
- 1971: Großes Silbernes Ehrenzeichen für Verdienste um die Republik Österreich[1]
- 1976: Großes Goldenes Ehrenzeichen für Verdienste um die Republik Österreich[2]
- 1980: Großes Silbernes Ehrenzeichen mit dem Stern für Verdienste um die Republik Österreich[3]